# جان بابر (بازیکن فوتبال)
جان بابر (انگلیسی: John Baber؛ زادهٔ ۱۰ اکتبر ۱۹۴۷) بازیکن فوتبال اهل بریتانیا است.
از باشگاه‌هایی که در آن بازی کرده‌است می‌توان به باشگاه فوتبال چارلتون اتلتیک اشاره کرد.